# Ян Зіверт
Ян Зіверт (нім. Jan Siewert; нар. 23 серпня 1982) — колишній німецький футболіст. По завершенні ігрової кар'єри — тренер. У сезоні 2023–2024 був головним тренером команди першої Бундесліги «Майнц 05».

## Життєпис
Народився в місті Маєн. Зіверт грав на позиції опорного півзахисника за «TuS Mayen». Він закінчив кар'єру гравця у віці 22 років через травму.
1 липня 2020 року Зіверт став головним тренером академії клубу «Майнц 05». 28 грудня 2020 року був призначений тимчасовим головним тренером першої команди «Майнц 05» в Бундеслізі після того, як Ян-Моріц Ліхте був звільнений. Він провів одну гру, перш ніж його замінив Бу Свенссон.
2 листопада 2023 року став тимчасовим головним тренером, замінивши Свенссона до подальшого повідомлення. 22 грудня 2023 року «Майнц 05» оголосив, що Зіверт став постійним головним тренером першої команди. Його було звільнено 12 лютого 2024 року.